# Fleischer Studios
Fleischer Studios, foi uma corporação estadunidense localizada na Broadway, em Nova Iorque e fundada em 1921 com o nome de Inkwell Studios (ou, também, Out of the Inkwell Films) pelos irmãos Max Fleischer e Dave Fleischer que dirigiram a empresa desde sua fundação até abril de 1942, quando a Paramount Pictures, a quem eram afiliados, os forçou a abandonarem o negócio, com a compra do estúdio, a Paramount criou uma nova divisão de animação, a Famous Studios. No auge de suas produções foram os maiores concorrentes da Walt Disney Productions, com seus personagens em desenho animado, dos quais os mais conhecidos são Betty Boop, Koko the Clown, Bimbo, Popeye e Superman - geralmente figuras humanas, ao contrário dos seus concorrentes focados em animais antropomorfos.
Os cartoons da Fleischer Studios eram famosos pela abordagem brusca porém sofisticada, focada em surrealismo, humor negro, elementos adultos e sexualidade. Apesar da aparência cômica, os ambientes eram mais maliciosos e urbanos, reflexos da época difícil da Grande Depressão assim como do estilo sombrio do Expressionismo alemão.

## Histórico
Os irmãos Max e Dave fizeram de Betty Boop um ícone mundial durante os anos 20 do século XX. Max foi o produtor e Dave o diretor da série protagonizada pelo até então pouco conhecido personagem de banda desenhada Popeye, o Marinheiro.
A empresa já havia inovado na produção de desenhos de qualidade,como a criação da rotoscopia,antes mesmo da empresa surgir,no desenho out of the inkwell, inclusive com a introdução das primeiras cenas sonoras, mesmo antes de Steamboat Willie (1928). Com foco em um estilo mais cartunesco e maleável, mudanças ocorreram anos depois no colorido de Popeye e mais tarde no realismo de Superman.
Ao final, a empresa sucumbiu ante a ação da Paramount que, a fim de dominar a empresa que vinha disputando a primazia em animações com a Disney, procurou arruinar os irmãos Fleischer. Max, demasiado confiante, acabou sendo colocado pela sua ex-distribuidora como produtor de filmes de segunda qualidade. Após anos de processo judicial, obteve uma vitória tardia e inócua - pois a empresa não tinha mais condições de reerguer-se.
Atualmente, Fleischer Studios opera como uma empresa que continua a deter os direitos de Betty Boop e personagens associados, tais como Koko the Clown, Bimbo e Grampy. É chefiado pelo neto de Max Fleischer, Mark, que supervisiona as atividades de merchandising.  A King Features Syndicate licencia personagens Fleischer em diversos produtos.

## Legado e Influência
O estilo improvisado e surreal de animação foi nomeado como "The New York Style" e serviu como grande influência para muitos cartunistas alternativos como Kim Deitch, Robert Crumb, Jim Woodring e Al Columbia. Influência também presente em filmes como Forbidden Zone de Richard Elfman, Cool World de Ralph Bakshi e séries animadas de décadas seguintes como The Twisted Tales of Felix the Cat (1995).

O estilo e a atmosfera surreal do estúdio, em especial de episódios como Swing You Sinners, também foram influência direta no indie game Cuphead (2017), que segundo os desenvolvedores serviram como "norte magnético" para a arte do jogo. 